# إبراهيم أستادي
إبراهيم أستادي، إعلامي وفنان إماراتي من مواليد دبي (16 نوفمبر 1987) لأب إماراتي وأم بحرينية، عرف بتقديم وإعداد عدة برامج عبر شبكة قنوات وإذاعات مؤسسة دبي للإعلام: تلفزيون دبي، سما دبي، إذاعة دبي ونور دبي، بالإضافة لكونه فنان مسرحي شارك ببطولة عدة مسرحيات فنية وعدد من المسلسلات الإماراتية والعربية

## تعليمه
تلقى تعليمه الثانوي في مدرسة دبي الوطنية عام 2005، وحصل في عام 2010 على درجة البكالوريوس في تكنولوجيا الاتصال التطبيقي والإعلام من كليات التقنية العليا في دبي  ، وفي عام 2014 حصل على درجة الماجستير في إدارة الاتصالات والتسويق والإعلام من جامعة باريس سوربون أبو ظبي، وقد بدأ نشاطه الفني والإعلامي تزامناً مع دراسته.

## الإعلام
بدأ مشواره الإعلامي في عام 2008 في نادي دبي للصحافة، حيث عمل كمنسق لـ جائزة الصحافة العربية، وتأسس مهنياً على يد الإعلامية الإماراتية مريم بن فهد التي كانت تشغل آنذاك منصب المدير التنفيذي لـ نادي دبي للصحافة.
بدأ عمله في مجالي الإذاعة والتلفزيون عام 2010 مع مؤسسة دبي للإعلام من خلال تقديم عدد من أنجح البرامج عبر منابرها المختلفة، فانظم إلى إذاعة نور دبي بعد أن آمنت بقدراته الإعلامية الإماراتية خديجة المرزوقي فمنحته الفرصة للانطلاق في عالم تقديم البرامج.، ليحقق بعدها وعبر برنامجه "أسرتي حياتي" نجاح كبير أهله بجدارة للفوز بجائزة اليونسيف الإعلامية والتي كانت أول جائزة إقليمية تحصل عليها إذاعة نور دبي، كما وشارك في كتابة وتمثيل وإخراج تمثيليات إذاعية كثيرة، بالإضافة لتقديمه برامج رئيسية أخرى في إذاعة نور دبي، وتزامن ذلك مع انطلاقته تلفزيونياً عبر شاشة تلفزيون دبي من خلال تقديم برنامجه الحواري الأول "خمسة".
انتقل في عام 2011 إلى إذاعة دبي في مؤسسة دبي للإعلام، وكان ضمن فريق العمل الذي شكلته الإعلامية الإماراتية خديجة المرزوقي بهدف إعادة تأسيس وإطلاق إذاعة دبي, بعد أن كانت قد توقفت عن البث في عام 2004، ثم عمل تحت إدارة الإعلامية الإماراتية أمل الحليان وقدم العديد من البرامج الإذاعية.

## برامجه الإذاعية

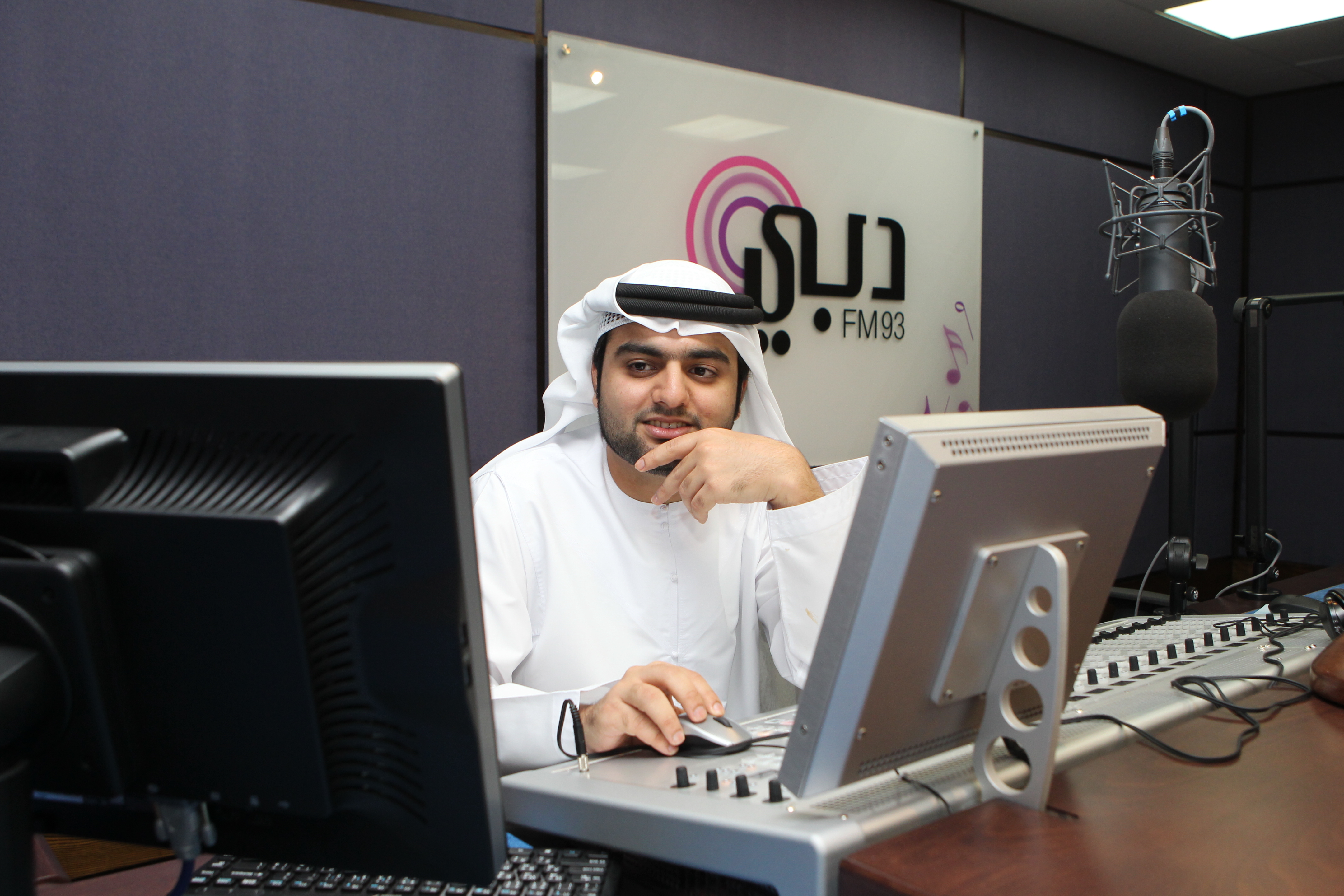
إبراهيم أستادي في أستوديوهات إذاعة دبي

عمل بعدة برامج إذاعية كـمُعد ومذيع ومخرج، ومن تلك البرامج الإذاعية:
| السنة       | البرنامج                                        | نوعه         | الإذاعة       |
| ----------- | ----------------------------------------------- | ------------ | ------------- |
| 2010        | شباب بلادي                                      | اجتماعي      | إذاعة نور دبي |
| 2010        | أسرتي حياتي                                     | أسري نفسي    | إذاعة نور دبي |
| 2010        | يمعة خير                                        | فني          | إذاعة نور دبي |
| 2011        | مسابقة فارس الظل                                | مسابقات      | إذاعة نور دبي |
| 2011        | عن قرب                                          | حواري إنساني | إذاعة نور دبي |
| 2011        | عرض وطلب                                        | اقتصادي      | إذاعة نور دبي |
| 2021 - 2022 | السالفة وما فيها                                | اجتماعي      | إذاعة نور دبي |
| 2021 - 2022 | امارات الخير                                    | خيري         | إذاعة نور دبي |
| 2011        | صباح دبي                                        | منوع         | إذاعة دبي     |
| 2012 - 2016 | كرنفال                                          | ثقافي منوع   | إذاعة دبي     |
| 2012        | المسحراتي                                       | فني حواري    | إذاعة دبي     |
| 2012 - 2013 | وطني الإمارات                                   | وطني         | إذاعة دبي     |
| 2013        | الإمارات الليلة - مع خديجة المرزوقي             | وطني         | إذاعة دبي     |
| 2013        | ميلس إف إم                                      | منوع         | إذاعة دبي     |
| 2014        | سهرة خميس - مع مهرة عبد الله                    | حواري منوع   | إذاعة دبي     |
| 2015        | حاضر وموروث - مع غزالة مبارك                    | اجتماعي      | إذاعة دبي     |
| 2016        | قبل السحور - بمشاركة خميس المطروشي ومحمد الظفري | تراثي        | إذاعة دبي     |
| 2016        | اسمع ما نقرأ                                    | أدبي         | إذاعة دبي     |
| 2016        | ليالي الصيف                                     | حواري        | إذاعة دبي     |
| 2017        | ويكند فايبز                                     | منوع         | إذاعة دبي     |
| 2017        | الونيس                                          | حواري        | إذاعة دبي     |

## عمله بالتلفزيون
قام بتقديم عدد من البرامج والسهرات التلفزيونية على قناتي تلفزيون دبي وسما دبي، كان أبرزها برنامج أول مرة الذي قدمه لأربعة مواسم متتالية على قناة سما دبي  مستضيفاً في كل حلقة عدد من نجوم الفن والغناء ورواد الإبداع والفكر ليسردوا بأنفسهم بعضاً من ذكرياتهم ويفتحوا مع المشاهد صور ذكرياتهم، ومن أبرز ضيوفه سميرة أحمد، مرح جبر، د.حبيب غلوم، عارف الطويل، زينب العسكري، زهرة الخرجي وغيرهم، من برامجه التلفزيونية:
| السنة       | البرنامج        | نوعه                | القناة      |
| ----------- | --------------- | ------------------- | ----------- |
| 2010        | خمسة            | حواري               | تلفزيون دبي |
| 2013 - 2015 | دليلك           | سياحي               | تلفزيون دبي |
| 2016        | رمضان والناس    | محليات              | سما دبي     |
| 2016        | اسمع ما نقرأ    | أدبي                | سما دبي     |
| 2018        | متاجر           | تجاري               | سما دبي     |
| 2019        | أول مرة 1       | حواري ثقافي اجتماعي | سما دبي     |
| 2020        | أول مرة 2       | حواري ثقافي اجتماعي | سما دبي     |
| 2020        | خليجي thread    | فني ثقافي           | سما دبي     |
| 2020        | هذه دبي         | محليات              | سما دبي     |
| 2021        | أول مرة 3       | حواري ثقافي اجتماعي | سما دبي     |
| 2021 - 2022 | مع إكسبو        | حواري منوع          | سما دبي     |
| 2022        | أول مرة 4       | حواري ثقافي اجتماعي | سما دبي     |
| 2022        | دبي Hidden Gems | سياحي               | سما دبي     |

## عمله بالمسرح
عمل كفنان مسرحي بمراحل مبكرة من عمره وهو على مقاعد الدراسة، حيث كانت البداية في عام 2005 من خلال ورشة مسرحية تحت إشراف الفنان عبد الله صالح الذي أعطاه من خبرته الفنية الكثير وكان بمثابة المعلم الأول له، كما وتتلمذ على يد مجموعة من المخرجين منهم الفنان حسن رجب، الفنان إبراهيم سالم والفنان محمود أبو العباس، أما الفنان المسرحي الإماراتي عمر غباش كان أول من قدمه للمهرجانات المحلية من خلال مهرجان الإمارات لمسرح الطفل، فتوالت في كل عام أعماله المسرحية حتى شارك في 2019 ببطولة المسرحية اللبنانية "طريق الحرير" للمؤلف والمخرج عبد الحليم كركلا، ونال خلال مشواره في المسرح عدة جوائز عن التمثيل المسرحي.
من مسرحياته التي عرضت في مهرجانات محلية وعربية دولية:

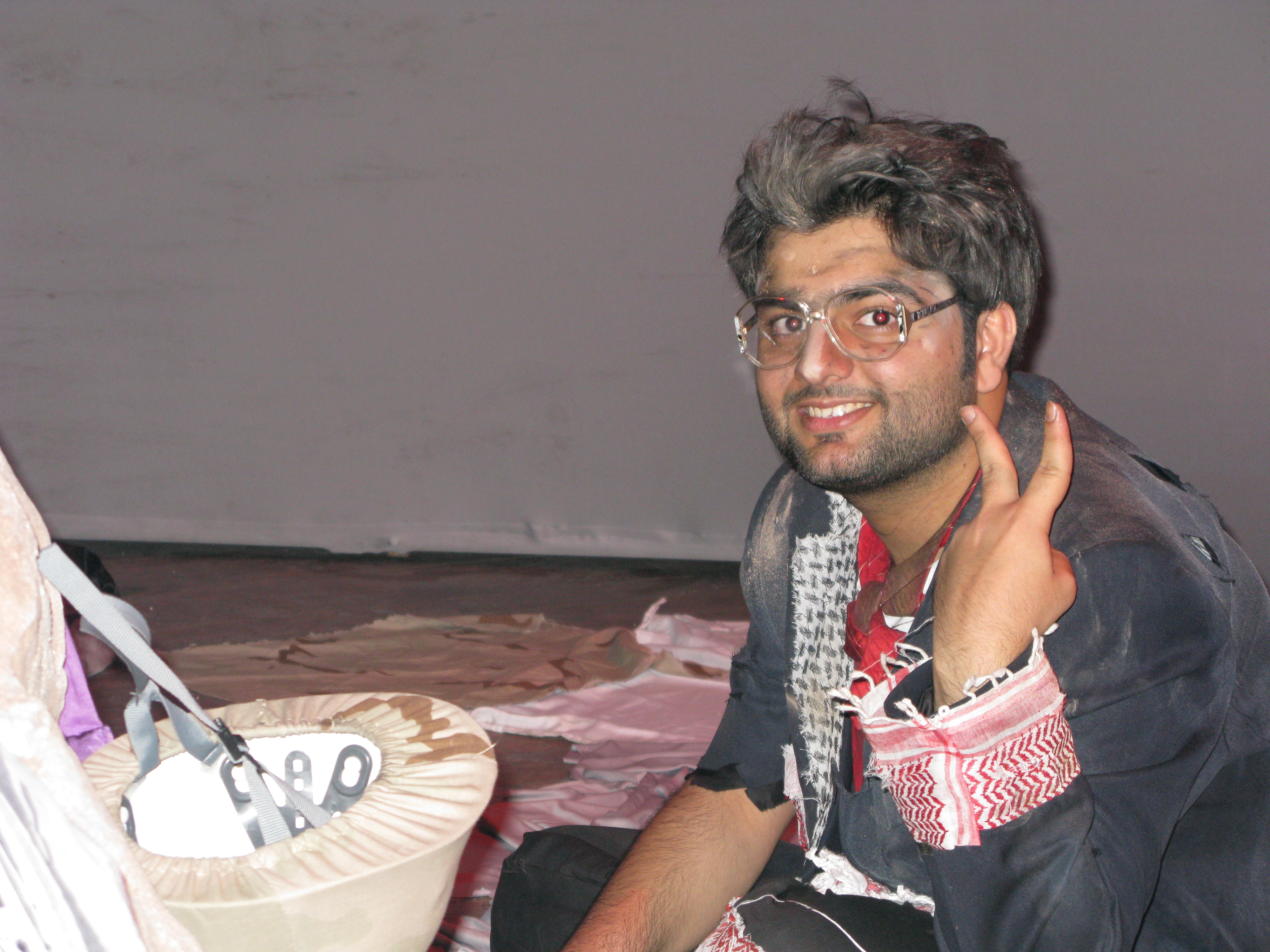
إبراهيم أستادي في كواليس مسرحية عنبر

| السنة | المسرحية           | الدور                       | المؤلف - المعد     | الفرقة                           | المخرج              |
| ----- | ------------------ | --------------------------- | ------------------ | -------------------------------- | ------------------- |
| 2005  | الملك المواطن      | دور ثان                     | نواف يونس          | ورشة                             | عبد الله صالح       |
| 2006  | عودة الإسكافي      | دور ثان                     |                    | ورشة                             | علي جمال            |
| 2007  | لعبة كشخة (أطفال)  | بطولة                       | عمر غباش           | مسرح دبي الشعبي                  | عمر غباش            |
| 2008  | طوايا              | دور ثان                     | عبد الله صالح      | مسرح دبي الأهلي                  | عمر غباش            |
| 2009  | عنبر               | بطولة                       | طلال محمود         | مسرح دبي الأهلي                  | مروان عبد الله صالح |
| 2009  | جيل الريحان        | الهندسة الصوتية             | محمد سعيد الجوخدار | جمعية حتا للفنون الشعبية والمسرح | عمر غباش            |
| 2009  | مفاتيح             | بطولة                       | عبد الله صالح      | مسرح دبي الشعبي                  | عبد الله صالح       |
| 2010  | سكراب              | دور ثان                     | عبد الله صالح      | مسرح دبي الشعبي                  | محمد سعيد           |
| 2010  | راح ملح            | بطولة                       | طلال محمود         | مسرح دبي الأهلي                  | مروان عبد الله صالح |
| 2010  | المسرحية           | بطولة                       | طلال محمود         | مسرح الشباب للفنون               | مروان عبد الله صالح |
| 2011  | الثالث             | بطولة                       | عبد الله صالح      | مسرح دبي الشعبي                  | عبد الله صالح       |
| 2012  | ألف ليلة وديك      | دور ثان                     | طلال محمود         | مسرح دبي الأهلي                  | مروان عبد الله صالح |
| 2012  | اخوان شما          | دور ثان                     | مرعي الحليان       | مسرح الشارقة الحديث              | إبراهيم سالم        |
| 2013  | وجه آخر            | دور ثان                     | عبد الله صالح      | مسرح دبي الشعبي                  | حمد الحمادي         |
| 2014  | خذوا وجوهكم        | بطولة                       | محمود أبو العباس   | مسرح الشارقة الوطني              | عمر الملا           |
| 2014  | بقع                | بطولة                       | أحمد الماجد        | مسرح دبا الحصن                   | مرتضى جمعة          |
| 2015  | كتيبة 190          | بطولة                       | طلال محمود         | مسرح دبي الأهلي                  | مروان عبد الله صالح |
| 2015  | اللعبة             | بطولة                       | سعيد الزعابي       | مسرح الشباب للفنون               | أحمد الشامسي        |
| 2016  | لماذا أنتظر        | إدارة الإنتاج ومساعد المخرج | حافظ أمان ثاني     | مسرح دبي الأهلي                  | حافظ أمان ثاني      |
| 2016  | الحلاج وحيداً       | مساعد مخرج وهندسة صوت       | صلاح عبد الصبور    | مسرح دبي الأهلي                  | عمر غباش            |
| 2016  | لير.. ملك النحاتين | بطولة                       | حسن يوسف           | فرقة المسرح الحديث الشارقة       | حسن يوسف            |
| 2017  | درب الخضر          | مساعد مخرج وهندسة صوت       | عمر غباش           | مسرح دبي الأهلي                  | عمر غباش            |
| 2018  | ليلة بعمر          | بطولة                       | جاسم الخراز        | مسرح دبي الشعبي                  | حمد الحمادي         |
| 2019  | طريق الحرير        | بطولة                       | عبد الحليم كركلا   | فرقة كركلا                       | عبد الحليم كركلا    |
| 2022  | أشوفك              | بطولة                       | إسماعيل عبد الله   | مسرح أم القيوين الوطني           | حسن رجب             |

## عمله بالسينما والدراما التلفزيونية
اقتصرت تجربته السينمائية على أفلام الدراسة، ومن خلال المساهمة ببعض أفلام زملاءه السينمائيين منهم نايلة الخاجة وعبد الله حسن أحمد، وله فيلم وثائقي بعنوان “أحمدية “ قام بكتابته وتصويره وإخراجه  ، وهو الفيلم الذي شارك في مهرجان الخليج السينمائي وحقق نجاحاً فنال عنه جائزة أفضل فيلم وثائقي طلابي في 2009  ، وله عدد من التجارب الإخراجية.
أما في الدراما التلفزيونية فكان له عدة مشاركات بعدد من المسلسلات الإماراتية والعربية منها أبرزها السنونو، وعلى قد الحال
من أفلامه السينمائية:
| السنة | الفيلم                | الدور                 | المخرج            |
| ----- | --------------------- | --------------------- | ----------------- |
| 2007  | خلك عالخط             | ممثل مشارك بالكتابة   | معاذ بن حافظ      |
| 2009  | أحمدية (وثائقي)       | مشارك بالكتابة وإخراج | إبراهيم أستادي    |
| 2013  | مطر.. سكة.. رفيك      | تمثيل                 | عبد الله حسن أحمد |
| 2015  | دبي المبروكة (وثائقي) | مونتير                | د. رفيعة غباش     |
| 2017  | كيمرة                 | تمثيل                 | عبد الله الجنيبي  |
| 2017  | نادي البطيخ           | تمثيل                 | ياسر النيادي      |

من مسلسلاته الدرامية:
| السنة | المسلسل        | الدور         | المخرج         |
| ----- | -------------- | ------------- | -------------- |
| 2016  | الحرب العائلية | ضيف           | أحمد عرشي      |
| 2017  | قلب العدالة    | ضيف           | أحمد خالد موسى |
| 2017  | على قد الحال   | خلف           | عمر ابراهيم    |
| 2021  | السنونو        | أحمد الحيتاني | خيري بشارة     |

## الجوائز والتكريمات
نال عدة جوائز وتكريمات عن عمله بالإعلام والمسرح والسينما منها:
| السنة | المجال  | الجائزة                                                  | جهة التكريم                                             |
| ----- | ------- | -------------------------------------------------------- | ------------------------------------------------------- |
| 2007  | سينما   | أفضل نص عن فيلم خلك عالخط                                | مسابقة مهرجان أفلام الإمارات - مهرجان أبو ظبي السينمائي |
| 2008  | مسرح    | أفضل ممثل عن دوره في مسرحية عنبر                         | مهرجان دبي لمسرح الشباب                                 |
| 2009  | مسرح    | أفضل ممثل واعد عن دوره في مسرحية مفاتيح                  | أيام الشارقة المسرحية                                   |
| 2009  | سينما   | أفضل فيلم وثائقي للطلاب عن فيلم الأحمدية                 | مهرجان الخليج السينمائي                                 |
| 2010  | مسرح    | أفضل ممثل دور أول في مسرحية راح ملح                      | مهرجان دبي لمسرح الشباب                                 |
| 2010  | الإعلام | جائزة اليونيسف الإقليمية عن البرامج المتعلقة بحقوق الطفل | اليونيسف - القاهرة                                      |
| 2010  | مسرح    | الممثل المبدع عن دوره في مسرحية المسرحية                 | مهرجان المسرح الخليجي للشباب                            |
| 2011  | حكومي   | جائزة دبي للأداء الحكومي المتميز                         | برنامج دبي للأداء الحكومي المتميز                       |
| 2013  | مسرح    | أفضل ممثل دور ثان عن دوره في مسرحية وجه آخر              | مهرجان دبي لمسرح الشباب                                 |
| 2017  | الإعلام | أفضل برنامج إذاعي ثقافي عن برنامجه اسمع ما تقرأ          | جائزة العويس الثقافية                                   |

## عضويات ولجان
شارك كعضو في لجان تحكيم ولجان تنظيم عدة مسابقات وجوائز هامة منها:
| السنة                     | الجهة                                                             |
| ------------------------- | ----------------------------------------------------------------- |
| 2010                      | عضو اللجنة المنظمة لجائزة الشيخ ماجد بن محمد الإعلامية للشباب     |
| 2010                      | عضو لجنة تحكيم مسابقة بلدية دبي لأفلام الطلبة                     |
| 2010 - 2011 - 2012 - 2013 | عضو اللجنة المنظمة في منتدى الإعلام العربي وجائزة الصحافة العربية |
| 2016                      | عضو مجلس إدارة مسرح دبي الشعبي                                    |
| منذ 2011                  | عضو في جمعية المسرحيين في الإمارات                                |
| منذ 2006                  | عضو في مسرح دبي الشعبي                                            |

## وصلات خارجية
- حساب إبراهيم أستادي الرسمي على إنستغرام